# Ахалшені
Ахалшені (груз. ახალშენი) — село в Грузії.
За даними перепису населення 2014 року в селі проживає 391 особа.